# Mariolina Cannuli
Mariolina Cannuli (Siena, 15 ottobre 1940) è un'annunciatrice televisiva e conduttrice televisiva italiana, attiva per la Rai dal 1961 al 1994.

## Biografia

Mariolina Cannuli, al centro, insieme a Lucio Battisti (a sinistra) e Mogol (a destra) nel 1971 durante il programma radiofonico estivo Arriva il compressore

Di origine siciliana (il padre nativo di Siracusa ma cresciuto a Furnari, piccolo comune della provincia di Messina) e figlia dell'attrice teatrale Minù Calimera, dopo la maturità scientifica ha intrapreso la carriera universitaria dando alcuni esami alla facoltà di Scienze politiche e debuttando come speaker radiofonica nella trasmissione Classe unica. 
Nel 1961 ha vinto il concorso per annunciatrici dell'allora nascente Secondo Programma (l'attuale Rai 2) e ha lavorato dagli studi Rai di Roma prima e, dal 1977, da quelli di Milano fino al 1994. È diventata popolare soprattutto grazie ad un'esilarante imitazione che ne fece Alighiero Noschese nello spettacolo Doppia coppia. A causa dello sguardo e della voce sensuale era infatti considerata, negli anni sessanta e settanta, la femme fatale fra le annunciatrici Rai, ruolo che poi cedette, negli anni ottanta, a Beatrice Cori. Divenuta una delle annunciatrici di punta, toccò a lei inaugurare il campionato mondiale di calcio in Italia l'8 giugno 1990.
La popolarità, raggiunta anche grazie all'imitazione di Noschese, col quale ha condiviso lo schermo durante alcune trasmissioni della fine degli anni sessanta, le ha dato la possibilità di avviare anche una carriera parallela come conduttrice televisiva, presentando diverse trasmissioni e rubriche della Rai, come Canzonissima il giorno dopo, Milledischi, Circo Studio (in cui compariva sia come donna del Circo con cilindro, body, collant, tacchi a spillo, sia come clownesse), Vedo sento parlo, Teatromusica, Il pomeriggio, La domenica sportiva, TV Story. Ha anche interpretato due film della "commedia all'italiana": Amore mio aiutami di e con Alberto Sordi e Monica Vitti (1969) e Mazzabubù... Quante corna stanno quaggiù? di Mariano Laurenti con Franco Franchi, Ciccio Ingrassia, Carlo Giuffré ed Isabella Biagini (1971). È inoltre apparsa nel ruolo di sé stessa anche nel film Vogliamo i colonnelli (1973) di Mario Monicelli con protagonista Ugo Tognazzi. 
In virtù delle proprie qualità canore (ha anche inciso tre dischi), è stata in seguito protagonista anche di performance in partecipazioni a trasmissioni di intrattenimento, come avvenuto in occasione di uno speciale di Canale 5 per il capodanno 1991 in cui interpretò, accompagnata al pianoforte, un'apprezzata versione dello standard statunitense Night and Day. Dopo aver abbandonato il suo ruolo di signorina buonasera Rai alla fine del 1994 (realizzò il suo ultimo annuncio il 26 dicembre), la sua presenza in video si è diradata, pur senza scomparire dalle scene completamente, intervenendo spesso in trasmissioni celebrative in cui ha ripercorso la propria carriera artistica. 
Negli anni 2010 è stata spesso una dei presidenti della giuria popolare di Verdetto finale, condotto da Veronica Maya, e nella stagione 2011-2012 ha partecipato a La prova del cuoco come giurata assieme ad altre due storiche ex annunciatrici Rai: Nicoletta Orsomando e Rosanna Vaudetti. 
Da settembre 2020 è opinionista ad ItaliaSì! di Marco Liorni. Nel 2025 conduce una puntata speciale del GialappaShow su TV8.

### Vita privata
Sposata in prime nozze con il regista radiofonico Marco Lami, ha avuto due figli: Alessandra e Filippo; successivamente si è risposata con rito civile e ha avuto un figlio: Mattia; si professa cattolica.

## Discografia

### 45 giri
- 1969: Il mio ragazzo se ne va/Quando una stella cade (Sagittario, ZS-50002)
- 1971: Ciao, amore mio/Ciao amore mio (strumentale) (con Renzo Montagnani e I Cantori Moderni di Alessandro Alessandroni) (RCA Italiana, PM 3590)
- 1979: La punturetta... zac/La storia di Ulisse (con Luca Chinnici) (Stryx, STF-0100)

## Filmografia

### Cinema
- Amore mio aiutami, regia di Alberto Sordi (1969)
- Mazzabubù... Quante corna stanno quaggiù?, regia di Mariano Laurenti (1971)
- Vogliamo i colonnelli, regia di Mario Monicelli (1973)

### Televisione
- Stasera Fernandel, episodio La notte delle nozze, regia di Camillo Mastrocinque – miniserie TV (1968)
- Giandomenico Fracchia - Sogni proibiti di uno di noi, regia di Antonello Falqui – miniserie TV, terzo episodio (1975)
- Valentina, una ragazza che ha fretta, regia di Vito Molinari – miniserie TV (1977)